# Avinyonet de Puigventós
Pour les articles homonymes, voir Avinyonet.
Avinyonet de Puigventós est une commune de la comarque de l'Alt Empordà dans la province de Gérone en Catalogne (Espagne).

## Les Hospitaliers
En 1234, Ferrer Portell et son épouse Escalona ont fait don du château d'Avinyonet à l'ordre de Notre-Dame-de-la-Merci, et peu de temps après (1257), le château est passé aux Hospitaliers de l'ordre de Saint-Jean de Jérusalem, qui en a fait le centre d'une commanderie d'Avinyonet.
En 1298, la châtellenie d'Amposta l'a acheté. À la fin du XIIIe siècle et au début du XIVe siècle, l'Ordre avait de nombreuses terres à Vilamalla et Siurana. À la fin du XVe siècle, l'Ordre était lié à celui de Sant Llorenç de les Arenes et vers 1600, il y avait une nouvelle union avec les commanderies d'Aiguaviva i Castelló d'Empúries.
Bien que la commanderie-château ait été en possession des Hospitaliers, la juridiction correspondait au Casal de Barcelone.
Le premier commandeur est Gombau de Vallfort et le dernier Jaume de Camprodon en 1804.

## Politique et administration

### Jumelages
La commune d'Avinyonet de Puigventós est jumelée avec :
- Avignonet-Lauragais (France)

## Culture locale et patrimoine

### Lieux et monuments
- Château de l'Ordre de Saint-Jean de Jérusalem
- Église paroissiale Saint-Estève
- Ermitage Sainte-Eugénie, d'époque romane